# Размишљања о Гандију

Размишљања о Гандију (енгл. Reflections on Gandhi) је есеј Џорџа Орвела, први пут објављен 1949. године, који одговара на аутобиографију Махатме Гандија Прича о мојим експериментима са истином. Есеј, који се појавио у америчком часопису Partisan Review, говори о аутобиографији и нуди и похвале и критике Гандију, посебно се фокусирајући на делотворност Гандијевског ненасиља и напетости између Гандијевог духовног погледа на свет и његових политичких активности. Један од бројних есеја које је Орвел написао и објављених између Животињске фарме (1945) и 1984 (1949), „Размишљања о Гандију” је био последњи Орвелов есеј који је објављен за његовог живота и није поново објављен све до његовог смрти.

## Позадина
Џорџ Орвел је рођен у Мотихарију у Бихару 1903. године и тамо је живео годину дана. Као младић радио је за индијску царску полицију у провинцији Бурма, која је тада била део Британске Индије, од 1922. до 1927. године. Касније је радио за индијску секцију BBC-ја, пишући и производећи критике и коментаре на вести за емитовање у Индији и југоисточној Азији од 1941. до 1943. године. На BBC-ју, Орвел је радио са Балрајом Сахнијем, који је раније живео са Махатмом Гандијем у његовом ашраму у Севаграму.
Гандијева Прича о мојим експериментима са истином је први пут објављена у серијској форми у Наваџивану од 1925. године, а затим је преведена на енглески и објављена као књига 1927. године. Књига описује Гандијево детињство, време проведено у Лондону и Јужној Африци и живот у Индији до 1920-их, са фокусом на ауторов морални и верски развој. Америчко издање из 1948. године, које је објавио Public Affairs Press, било је прво издање пуног текста које је објављено ван Индије.
У августу 1948. Вилијам Филипс је позвао Орвела да прегледа Причу о мојим експериментима са истином за Partisan Review. Орвел је био редовни сарадник часописа, који је основан 1934. као орган Комунистичке партије САД, али је касније постао антикомунистичка публикација. Његови доприноси између 1941. и 1946. укључивали су бројна „Лондонска писма“ у којима се расправља о Другом светском рату, као и дела о политици шире и лондонском књижевном миљеу. Орвел је постао познат у Сједињеним Државама након објављивања Животињске фарме 1946. године.</ref>
Орвел је раније писао о Гандију у бројним писмима и рецензијама књига, као и у својој колумни „Како ми се допада“ у Трибунеу 1944. године. У свом осврту на пресуду Беверлија Николса о Индији, Орвел је бранио Гандија од Николсових напада, иако је у писму Џулијану Сајмонсу из 1948. признао да гаји „мрачне сумње о Гандију“.

## Преглед
Орвел уводи Причу о мојим експериментима са истином као доказ за позитивну процену Гандијевог живота, делом због тога што се фокусира на Гандијев живот пре његовог ангажовања у политици, што Орвел сматра индикативном за Гандијеву оштроумност и интелигенцију. Орвел се присећа да је читао аутобиографију у оригиналном серијализованом облику и открио да је довела у питање његова предубеђења о Гандију да не представља претњу британској владавини. Орвел примећује Гандијеве вредне и истакнуте квалитете. Орвел такође примећује да су се Гандијеви политички ставови развијали само споро, и да, као резултат, велики део књиге описује уобичајена искуства.
Одбацујући тврдње западних анархиста и пацифиста да је Ганди присталица њихових ставова, Орвел тврди да Гандијева мисао претпоставља религиозну веру и да је некомпатибилна са секуларним погледом на свет. Окрећући се Гандијевом аскетизму, Орвел сматра своје ставове „нељудским“ утолико што људско постојање, тврди Орвел, увек укључује компромис између нечијих веровања и нечијих односа са другима. Говорећи о Гандијевом пацифизму, Орвел га хвали што није избегао тешка питања попут оних око Холокауста, али примећује да Гандијева политичка стратегија захтева постојање грађанских права и сугерише да не би била успешна у тоталитарном друштву. Узимајући у обзир перципирану вероватноћу Трећег светског рата, Орвел признаје да би ненасиље могло бити неопходно и сматра да је, иако осећа „неку естетску неукусност према Гандију“, ипак у великој мери политички био у праву и политички успешан.